# Leo Blech
Leo Blech, född 21 april 1871 i Aachen, död 25 augusti 1958 i Berlin, var en tysk tonsättare och dirigent, tidvis även verksam i Sverige.

## Biografi
Leo Blech var son till en ansedd judisk köpman i Aachen. Han motsatte sig dock faderns krav på att även han skulle ägna sig åt handel och studerade från 1889 vid Musikhögskolan i Berlin, bland annat under Bargiel, Rudorff och Humperdinck.
Under åren 1893–1898 var han kapellmästare i Aachen, och 1899 vid Deutsches Landestheater i Prag. Tiden 1906–1937 var Bleck dirigent vid operascenerna i Berlin, men måste därefter emigrera till Riga på grund av judeförföljelserna i Tyskland. Han verkade 1938–1941 som operadirigent i Riga, men efter den tyska ockupationen av Lettland hotades paret Blech av förvisning till Rigas getto. På grund av kontakter och med understöd från den svenska ambassaden kunde paret Blech i september 1941 i hemlighet emigrera till Sverige. Blech verkade därefter fram till 1949 som dirigent i Stockholm. Han hade sedan 1925 varit en återkommande gästdirigent vid Kungliga Operan i Stockholm och 1935 utnämndes han till hovkapellmästare där. Först 1949 återvände Blech till Berlin och var kapellmästare vid Städtische Oper till 1953.

## Verk
Leo Blech komponerade sånger, som Kinderlieder, pianostycken, symfoniska dikter och körer, men vann sin största berömmelse genom sina operor och en operett, där han sökt förbinda folklig melodi med modern polyfoni. 

### Operor
- Aglaja. Premiär i Aachen 1893.
- Cherubina. Premiär i Aachen 1894.
- Das war ich. Premiär i Dresden 1902.
- Alpenkönig und Menschenfeind. Premiär i Dresden 1903. - Omkomponerad med titeln Rappelkopf med premiär i Berlin 1917.
- Aschenbrödel. Premiär i Prag 1905.
- Versiegelt. Premiär i Hamburg 1908.  Uppförd i Stockholm 1910 med titeln Förseglad.

### Operett
- Die Strohwitwe. Premiär i Hamburg 1920. Uppförd i Stockholm 1921 med titeln Gräsänkan.